# Castello di La Crête
Il castello di La Crête è un castello valdostano che sorge accanto alla chiesa parrocchiale nel borgo di Doues, all'inizio della Valpelline.
Oggi trasformato in abitazione rurale e di proprietà privata, non è visitabile.
A memoria della funzione originaria resta la torre cilindrica.
Il castello è riconosciuto con il Diploma dei Castelli Italiani con il codice DCI-AO043.

## Storia
La data di edificazione non è nota. I primi documenti riguardo al castello risalgono al 1543, data in cui Nicolas de La Crête acquistò parte del territorio di Allein e il feudo di Doues, che fino ad allora facevano parte della castellania di Quart e del mandamento del castello d'Oyace. Il castello venne ceduto dal duca Charles-le-Bon per un costo di 1500 scudi d'oro d'Italia. Lo stesso duca, nel 1551, infeudò della castellania di Quart il marchese Charles-François de Balbis, il quale acquisì il potere di riscattare il feudo di Doues dai La Crête, sebbene scelse di non farne uso. Il castello fu lasciato in eredità da Nicolas de La Crête al figlio, Aimé Gaspard.
La famiglia dei La Crête conservò quindi il proprio dominio sul castello e sul feudo di Doues e la costa di Allein, ed ebbe come suo massimo esponente il barone Jean-François de La Crête, cugino di Aimé Gaspard e primo ministro sia di Emanuele Filiberto che di Carlo Emanuele I. La figlia di Jean-François de La Crête, Philiberte, andò sposa al marchese Adalberto Pallavicini, della nobile famiglia Pallavicini, mentre il barone, nel 1574 ricevette in dono dall'erede De Balbis e nuovo signore di Quart, Jules-Phèbe, la rinuncia e la cessione del diritto di riscatto sul castello, con alcune clausole nel 1574, infine definitivamente nel 1581. Il barone, a questo punto, riscattò il castello dal cugino, Aimé Gaspard de La Crête, e riunì sotto il suo dominio il castello e la signoria di Doues e Allein.
Alla morte del barone Jean-François de La Crête, nel 1588, il castello venne ereditato dai marchesi Pallavicini.